# Lobophytum hapalolobatum
Lobophytum hapalolobatum is een zachte koraalsoort uit de familie Alcyoniidae. De koraalsoort komt uit het geslacht Lobophytum. Lobophytum hapalolobatum werd in 1983 voor het eerst wetenschappelijk beschreven door Verseveldt. 